# Piano Hobrecht

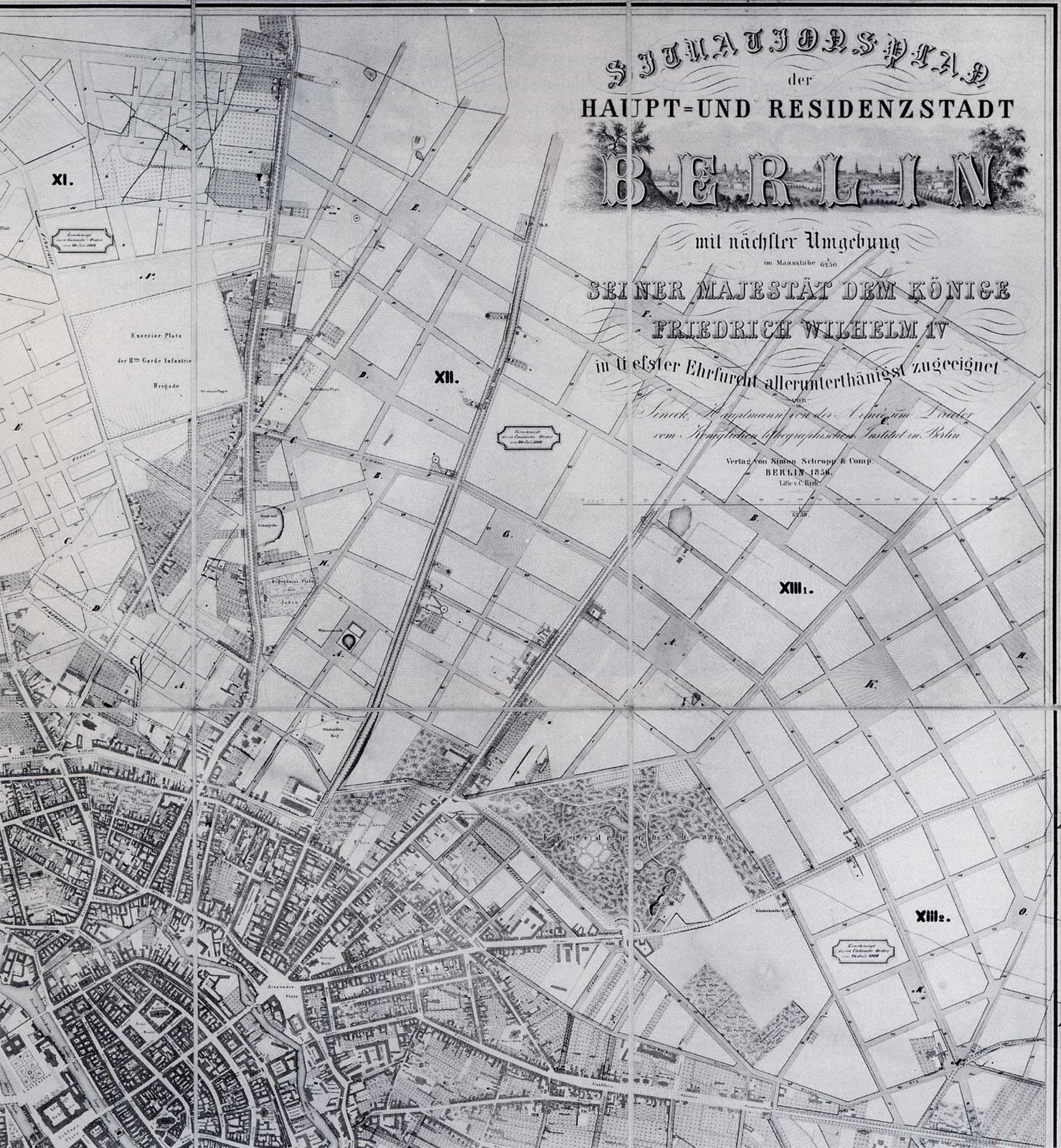
Il piano regolatore del 1858 per i settori nord-orientali – prima che venissero costruiti i quartieri di Prenzlauer Berg e Friedrichshain

Il piano Hobrecht è il piano regolatore vincolante per Berlino del XIX secolo. Prende il nome dal suo curatore principale, James Hobrecht (1825–1902), architetto e urbanista tedesco che prestò servizio nella polizia urbanistica reale prussiana ("Baupolizei").
Il piano definitivo "Bebauungsplan der Umgebungen Berlins" (Piano vincolante per l'uso del territorio nei dintorni di Berlino) fu approvato nel 1862 con una durata prevista di circa 50 anni. Il piano non solo copriva l'area attorno alle città di Berlino e Charlottenburg, ma descriveva anche la pianificazione territoriale regionale di un ampio perimetro. In questo modo, la città e i comuni limitrofi vennero preparati all'Atto sulla Grande Berlino del 1920, che ampliò notevolmente le dimensioni e la popolazione di Berlino.
Il piano ha portato alla formazione di grandi isolati urbani densi, noti come "strutture blockrand", caratterizzati da edifici a uso misto che si estendevano fino alla strada e offrivano un cortile di uso comune, in seguito spesso rimpiazzato da strutture aggiuntive per ospitare più persone. Il Piano Hobrecht ispirò i nuovi piani urbanistici di Hans Stimmann e dei suoi colleghi dopo il 1990, in modo che Berlino, precedentemente divisa dal muro, crescesse insieme e diventasse più densa e vivace.
Il piano di Hobrecht viene spesso paragonato alla ristrutturazione di Parigi del barone Haussmann, poiché comportò anch'essa la costruzione di ampi viali metropolitani, grandi parchi e piazze urbane, fognature e altri progetti di modernizzazione delle infrastrutture.

## Storia

Tavola del piano del 1862 (scala 1:15'384)

La rivoluzione industriale determinò un rapido esodo dalle campagne all'inizio del XIX secolo. Berlino, in quanto capitale prussiana, divenne meta di molti emigranti in cerca di un lavoro stabile nelle fabbriche che determinò una rapida crescita della popolazione urbana. Dopo le guerre napoleoniche la città crebbe di 10.000 nuovi abitanti ogni anno, accelerando a metà del secolo, tanto che alla fine del secolo l'area metropolitana raggiunse il milione di abitanti.
Prima di Hobrecht la città aveva già avuto una pianificazione urbanistica. Tra queste rientrano le proposte di Karl Friedrich Schinkel e le mappe urbanistiche di Johann Carl Ludwig Schmid risalenti al 1825 e al 1830. Peter Joseph Lenné propose nel 1840 una pianificazione regionale più ampia denominata "Projektierte Schmuck- und Grenzzüge von Berlin mit nächster Umgebung" (linee decorative e di confine proiettate di Berlino e delle sue immediate vicinanze). Tutti i personaggi erano architetti e urbanisti di fama.

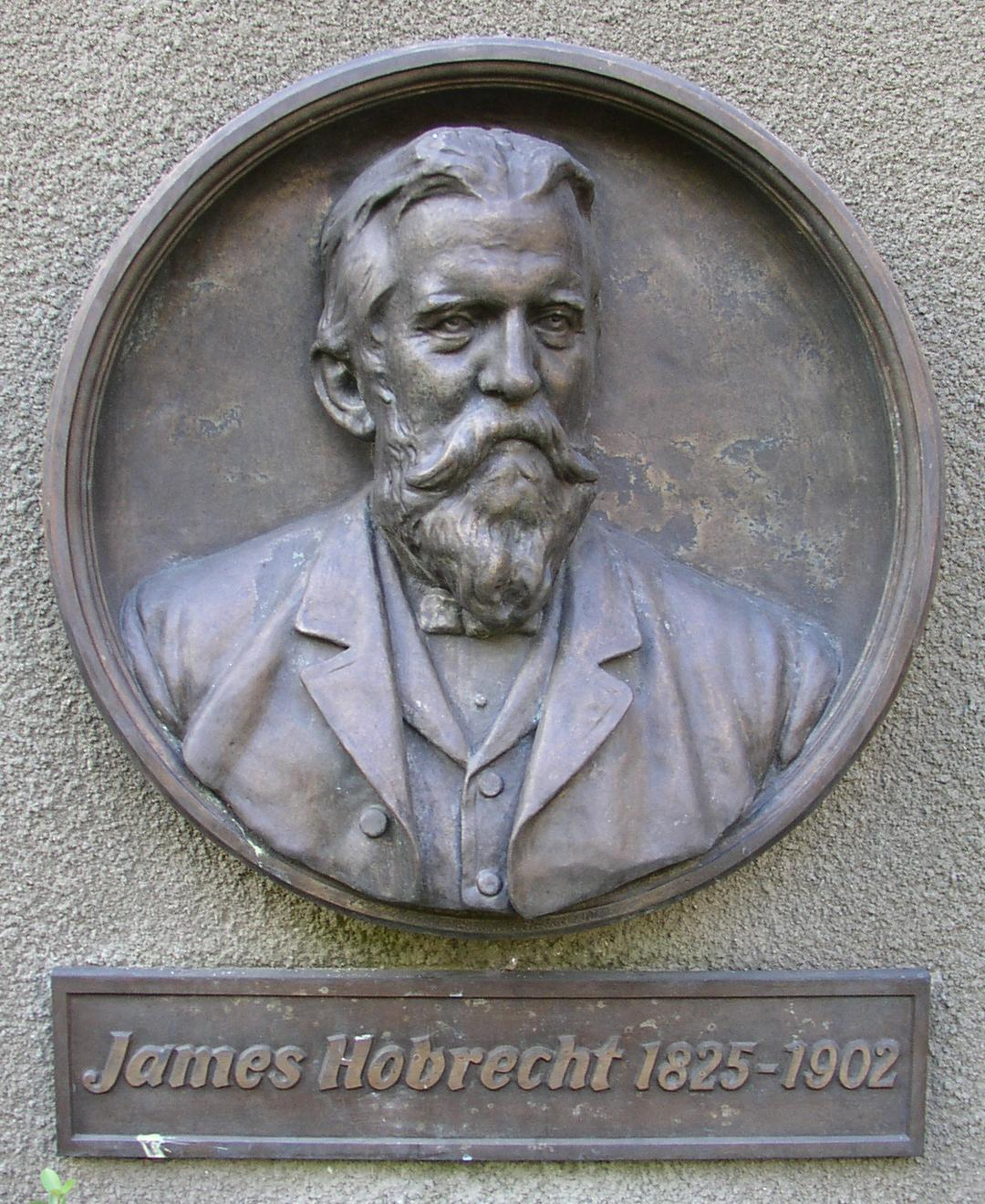
Targa commemorativa per James Hobrecht a Hobrechtsfelde

Hobrecht era invece un geodeta (agrimensore professionista) che aveva appena ampliato la sua formazione con un esame di ingegnere civile sulla pianificazione dei trasporti ("Wasser-, Wege- und Eisenbahnbaumeisterprüfung") nel 1858. Subito dopo essere entrato nella polizia urbanistica reale prussiana, nel 1859 gli fu assegnato il compito di presiedere la commissione per l'elaborazione di un piano regolatore per Berlino e i suoi dintorni. Nel 1860 viaggiò ad Amburgo, Parigi e Londra per informarsi sullo stato di sviluppo dell'epoca nell'ambito della pianificazione urbana, in particolare dei sistemi fognari.
Negli anni '60 dell'Ottocento il muro doganale di Berlino fu rimosso e si progettava di accorpare i numerosi sobborghi di Berlino. Sulla base delle indagini territoriali appena concluse e delle proposte di utilizzo del territorio esistenti, James Hobrecht elaborò una mappa che mostrava un possibile utilizzo del territorio per una città con una popolazione prevista compresa tra 1,5 e 2 milioni di abitanti. Comprendeva il territorio compreso tra il Muro doganale e una linea ferroviaria in costruzione per circondare la città; l'area divenne nota architettonicamente come Anello Guglielmino.
Il piano Hobrecht prevedeva due grandi circonvallazioni che circondavano Berlino e Charlottenburg, con decine di arterie stradali che consentivano l'accesso in città. L'area compresa tra questi era divisa in spazi rettangolari. A differenza della pianificazione urbanistica di Parigi, Hobrecht rispettò le strade, i villaggi e le ferrovie esistenti, includendoli nel processo di pianificazione. La mappa fu definita il 18 luglio 1862 e avrebbe influenzato la struttura urbana di Berlino per i secoli a venire.

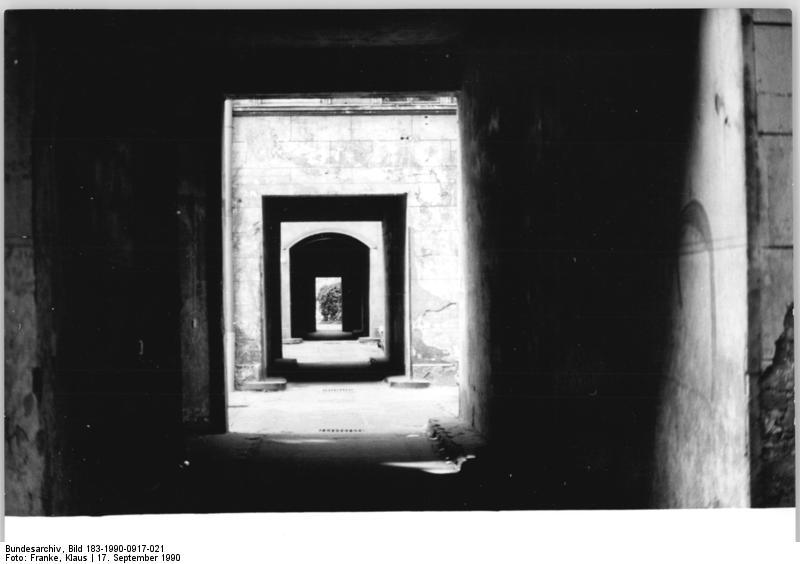
Mietskaserne – fila di cortili posteriori che mostrano che la distanza tra ogni casa non è maggiore di quella necessaria per far girare l’autopompa

Il piano Hobrecht era dettagliato per l'area stradale e delineava solo i confini per la costruzione di alloggi. Rispetto alle moderne norme edilizie, il settore dell'edilizia abitativa era piuttosto poco regolamentato: c'erano alcune limitazioni di base per consentire ai vigili del fuoco di svolgere il loro lavoro, come l'altezza massima limitata a 20 metri e ogni casa doveva essere raggiungibile dalla strada tramite un cortile di almeno 5,34 × 5,34 metri per consentire all'autopompa di girare. Di fatto, i costruttori speculativi presero il sopravvento con progetti architettonici molto densi per consentire il massimo numero di stanze: le fondamenta dei complessi residenziali popolari di Mietskaserne.
Mentre Hobrecht sosteneva che gli edifici anteriori fossero progettati per le classi medio-alte, gli edifici sul retro erano per lo più afflitti dalla mancanza di luce solare e dalla scarsa ventilazione. La situazione peggiorò nel periodo Gründerzeit, quando la costruzione delle abitazioni procedeva troppo lentamente, tanto che la densità di popolazione superò i 1000 abitanti per chilometro quadrato; molte case con giardino contavano da due a tre abitanti per stanza e il sistema fognario cittadino non fu completato prima del 1893.

## Critiche
Il piano Hobrecht fu criticato per decenni perché avrebbe gettato le basi per problemi sociali, forse addirittura fomentando le lotte di strada degli anni '20 tra teppisti rossi (comunisti) e bruni (fascisti) nei quartieri affollati della classe media. 
L'accoglienza riservata al Piano Hobrecht alla fine del XX secolo è molto più favorevole, poiché esso getta anche le basi per risolvere i problemi che si sarebbero presentati in seguito. 